# エコロジカルデザイン
エコロジカルデザイン（Ecological design）とは、環境デザインの一種で、生態学的、環境保護に配慮したデザイン全般を指す。デザインの対象は自然環境から住宅や建築物、都市から、サービス等が含まれ広義である。